# Golf de Téoula
Le golf de Téoula est un golf français situé sur la commune de Plaisance-du-Touch près de Toulouse.

## Histoire
Dessiné par Hawtree et il ouvre en 1991.

## Le parcours
Le Golf de Téoula est constitué d'un parcours entre chênes et eucalyptus. 
- Un parcours de 18 trous, Par 69, longueur 5406 m[2].
- Practice avec 45 postes dont 6 couverts.

## Les compétitions
- Festigolf.